# Třebíšov
Třebíšov je malá vesnice, část obce Předslav v okrese Klatovy v Plzeňském kraji. Nachází se asi čtyři kilometry východně od Předslavi. Třebíšov je také název katastrálního území o rozloze 2,67 km². V katastrálním území Třebíšov leží i Hůrka.

## Historie
První písemná zmínka o vesnici pochází z roku 1445.

## Obyvatelstvo
| Rok            | 1869 | 1880 | 1890 | 1900 | 1910 | 1921 | 1930 | 1950 | 1961 | 1970 | 1980 | 1991 | 2001 | 2011 | 2021 |
| -------------- | ---- | ---- | ---- | ---- | ---- | ---- | ---- | ---- | ---- | ---- | ---- | ---- | ---- | ---- | ---- |
| Počet obyvatel | 155  | 150  | 152  | 125  | 123  | 141  | 111  | 80   | 97   | 71   | 43   | 24   | 25   | 23   | 21   |
| Počet domů     | 21   | 22   | 23   | 24   | 24   | 24   | 23   | 23   | 26   | 18   | 17   | 19   | 19   | 20   | 22   |

## Obecní správa
Při sčítání lidu v letech 1850–1929 Třebíšov byl osadou obce Petrovičky v okrese Klatovy. V letech 1930–1975 byl samostatnou obcí v okrese Klatovy. Od 1. července 1975 do 31. prosince 1975 byl částí obce Němčice v okrese Klatovy. Od 1. ledna 1976 je částí obce Předslav v okrese Klatovy.